# Superellips

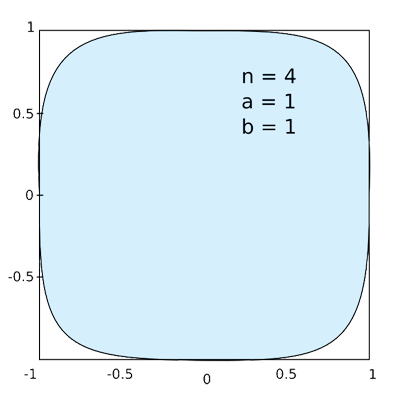
En kvirkel med n = 4.

En superellips, eller Lamékurva (efter Gabriel Lamé) är en kurva som är relaterad till ellipsen.
Ekvationen för superellipser är:
{\displaystyle \left|{\frac {x}{a}}\right|^{n}\!+\left|{\frac {y}{b}}\right|^{n}\!=1},
där {\displaystyle a} och {\displaystyle b} är två tal som betecknar längderna på halvaxlarna, och n är en positiv exponent. När n = 2 beskriver ekvationen en ellips. Ekvationen med n större än 2 ger en mellanform av en ellips och en rektangel där rektangeln har utåtböjda sidor och rundade hörn. 
Fontänen vid Sergels torg i Stockholm har formen av en superellips med n = 5/2 och a/b = 6/5. Bruno Mathssons och Piet Heins superelliptiska bord har samma värde på n medan a/b = 3/2.